# Tweemolentjesvaart
Tweemolentjesvaart (ook wel Aan 't Verlaat of Nootdorpervaart genoemd) is een waterloop in de Nederlandse provincie Zuid-Holland, die loopt tussen het Rijn-Schiekanaal (tegenover de Kantoorgracht) in Delft en de Poldervaart bij Nootdorp. Ten zuiden ervan liggen de recreatiegebieden het Delftse Hout (Polder van Biesland) en de Dobbeplas. Ten noorden de Nootdorpse Plassen.
De vaart is ongeveer 2 kilometer lang en er is een schutsluis met sluiswachterswoning ter plaatse van de vroegere tegenover elkaar geplaatste Nootdorpse molens. Het gemaal van Nootdorp langs de Tweemolentjesvaart is aangemerkt als gemeentelijk monument.